# Zacoalco de Torres
Zacoalco de Torres là một đô thị thuộc bang Jalisco, México. Năm 2005, dân số của đô thị này là 25529 người.